# Kołkacz (rejon czerepowiecki)
Kołkacz (ros. Колкач) – wieś (dieriewnia) w Rosji, w rejonie czerepowieckim obwodu wołogodzkiego. W 2010 liczyła 9 mieszkańców.